# Serra de na Burguesa
La Serra de na Burguesa (pronunciat [ˈsɛrə ðə nə burˈɣəzə]), dita també simplement na Burguesa, és una cadena muntanyosa que fa part de la Serra de Tramuntana i que separa els termes de Calvià, i Palma. Està parcialment urbanitzada pel coster que mira a Palma i el que mira a Bendinat, però la major part conforma un bosc mediterrani de pins i de garriga que darrerament ha patit diversos incendis.

## Nom
Antigament, la serra rebia el nom de Serra de Portopí, tal com l'anomena el Rei en Jaume al Llibre dels Fets:
| «                              | E anam-nos-en poc a poc tro sus a la serra de Portopí, e vim Mallorques, e semblà'ns la pus bella vila que anc haguéssem vista, jo ni aquells qui ab nós eren. | » |
| — Jaume I, Llibre dels Fets 67 | |   |

També ha estat coneguda amb el nom de Serra de Bendinat, pel fet que la possessió més important a la part baixa de la serra era la de Bendinat. Posteriorment, quan entorn de 1590 la propietària de Bendinat, que poc abans havia adquirit les terres de la muntanya de Portopí, era Isabel Burgues, la serra prengué el nom de na Burguesa, per feminització del llinatge de la propietària.

## Geografia
La Serra de na Burguesa es divideix en dos segments: el sector sud-occidental, que és la Serra de na Burguesa pròpiament dita, anomenada també Serra de Bendinat, gairebé íntegrament dins el terme de Calvià i amb el Puig d'en Bou (503 m) com a punt culminant; i el sector nord-oriental, format per la Serra de Son Camps i la Serra de Son Marill, entre d'altres, que separa els termes de Palma i Calvià i amb els Puntals de Valldurgent (511 m) com a punt culminant. Aquests dos sectors, a banda i banda del Coll del Vent, estan separats per una carretera (Ma-1043), que connecta Palma amb la vila de Calvià per la possessió de Valldurgent i que actualment no és gaire transitada més enllà d'activitats recreatives.
La mitjana de l'altura és de 400 msnm. El punt més alt són els Puntals de Valldurgent (510 m), coneguts també amb el nom de Pujol del Gat, i a continuació venen el Puig d'en Bou (503 m) i el Puig Gros de Bendinat (486 m). Tot i la relativa altitud de la serralada i els 235 m de prominència respecte de na Bauçà, els seus puigs són poc escarpats i força planers, cosa que li confereix un aspecte homogeni. Pel que fa a la hidrologia, tota la cara sud desemboca dret cap a la mar, formant torrents i barrancs de poca importància; però la cara nord, a llevant del Coll dels Tords, desemboca al Torrent de la Riera i arriba a la mar al Bastió de Sant Pere, mentre que a ponent del dit coll desemboca al Torrent de Son Boronat i arriba a la mar a Santa Ponça.

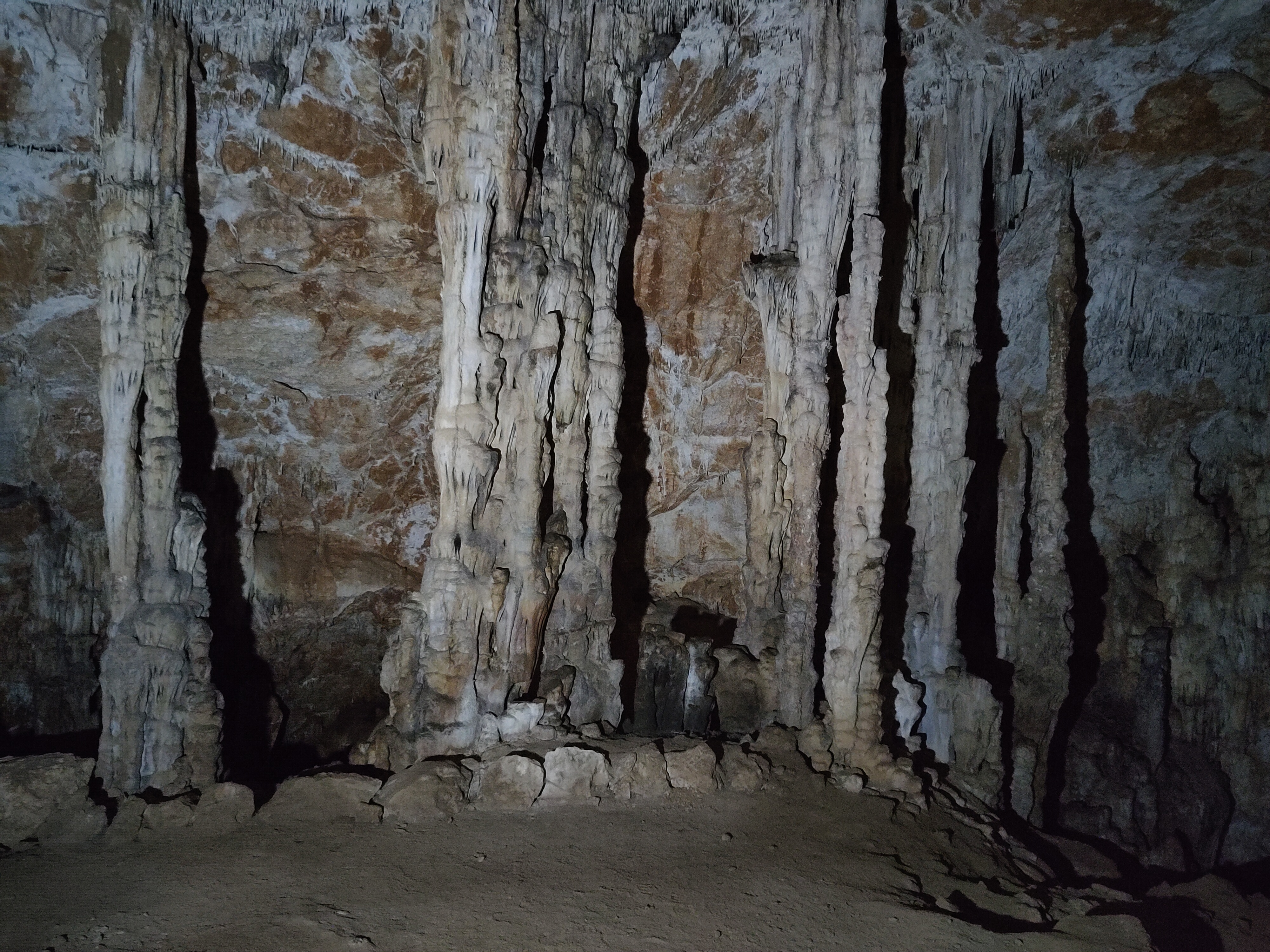
La petita Cova d'en Domingo

Tota la contrada de na Burguesa és abundant en coves i avencs de naturalesa calcària, que han estat estudiades per l'espeleòleg Miquel Àngel Barceló i altres. Són particularment conegudes les Coves de Gènova, situades dins el poble i visitables, abundants en estalactites i estalagmites.
Modernament el paisatge s'ha vist alterat per la construcció de pedreres i guixeries i, més recentment, per la urbanització del sector costaner (Costa d'en Blanes, Bendinat i Gènova) i la muntanya de Son Vida. Per la part de Palma, domina la vista sobre la serra el Monument de na Burguesa, situat just damunt el nucli de Gènova. Es tracta d'una gran imatge de la Immaculada Concepció anomenada Nostra Senyora de la Pau, col·locada el 1967 i substituïda el 1985 per una altra de l'artista artanenc Joan Ginard Ferrer.

### Excursionisme
Na Burguesa és un lloc sovintejat pels excursionistes i caminadors de Palma pel fet que és una serra força gran i molt pròxima a la ciutat, però també hi sovintegen els caçadors. Una de les passejades més comunes és la que va al Mirador de n'Alzamora, petit refugi amb terrassa des d'on s'obté una bona vista de la vall de Calvià, de la mar i de totes les muntanyes de ponent, entre les quals destaca el Puig de Galatzó. El mirador fou inaugurat l'abril de 1931 i promogut per l'empresari Ferran Alzamora Gomà, en memòria del seu germà Enric, mort el 1914. Fou inaugurat en un dels actes de celebració del 25è aniversari del Foment del Turisme, i pogué ser construït gràcies al propietari de Benàtiga, que cedí el terreny on s'alça.

## Història
La serra és famosa dels primers moments que fou conquerida pels cristians, atès que als seus peus s'hi va lliurar la batalla de Portopí, al Coll de la Batalla, entre Santa Ponça i Bendinat. Allà va morir el cavaller Guillem de Montcada, Comte de Bearn, fet commemorat per un monument a la localitat de Palmanova, la Creu dels Montcada. Aquell mateix dia, abans d'acampar a Bendinat, fou quan el rei va veure per primera vegada la ciutat de Mallorca, la pus bella vila que anc haguéssem vista.
El segle xvi bona part de les terres foren adquirides pels senyors de Bendinat, la família Burguès. Per herència passà el segle xvii als Salas i el segle xix als Caro. Va ser un dels Caro qui, la dècada de 1860, reformà les cases de Bendinat, tot bastint el nou Castell de Bendinat.

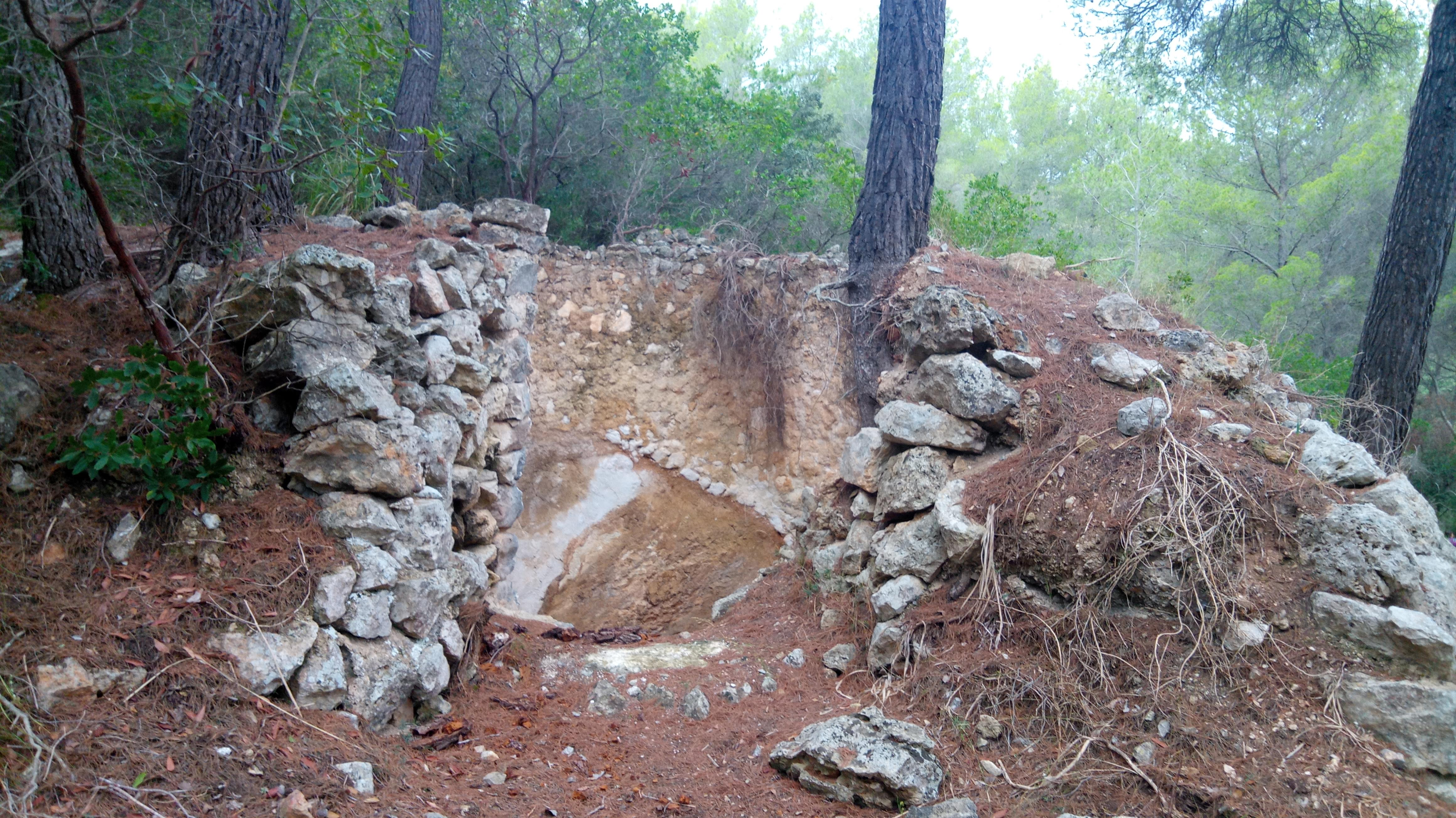
Forn de calç al Camí Vell de Puigpunyent

Fins a començament del segle xx, els usos tradicionals dels seus boscs foren la caça, l'extracció de llenya de pi i la fabricació de calç i carbó vegetal; a més, va ser un lloc de pasturatge d'estiu per als ramats de la zona, i així a l'altiplà central hi ha un coll anomenat Coll dels Pastors. En aquest altiplà encara es conserva la cruïlla de camins que condueixen a Gènova, al Coll de la Creu i a la zona de Calvià. També travessava la serra tot un entramat de camins que connectaven la ciutat amb Puigpunyent, Calvià i les possessions de la zona (Valldurgent, Benàtiga, el Burotell, Son Boronat): la carretera del Coll de la Creu (Ma-1043) encara ara és una via (secundària) de comunicació entre Palma i Calvià. Encara avui es pot recórrer tota la serra per aquests camins, avui modificats, que transcorren de la Vileta, on enllaça amb el Camí Vell de Puigpunyent, fins als repetidors de TV situats ja pràcticament a Palmanova. Entre el segle xviii i mitjan segle xx també foren importants les guixeries amb forns de guix, sobretot a la part de Bendinat, així com també les pedreres de la zona de Palma.
El 1924 el cap d'Obres Públiques Bernat Calvet donà una porció de terreny a la part alta de Gènova per construir un monument dedicat a Nostra Senyora de la Pau. Les obres no es realitzaren, però l'any 1940 s'hi bastí una capelleta dedicada a l'Immaculat Cor de Maria i una petita creu. Posteriorment, el 1967 s'hi aixecà una gran peanya de ciment armat per col·locar-hi una gran imatge de la Immaculada Concepció, però no va ser fins a 1985 que, finalment, es col·locà l'escultura, obra de Joan Ginard Ferrer, anomenat Sarasate.
A començament dels anys noranta, la Serra fou objecte de l'especulació urbanística i va ser víctima d'un incendi provocat que va destruir el coster més septentrional. Recentment també ha patit nous incendis que han causat que la vegetació a la serra sigui molt jove i poc espessa.